# Terza crisi dello stretto di Taiwan
La terza crisi dello Stretto di Taiwan, chiamata anche crisi dello Stretto di Taiwan del 1995-1996 o crisi dello Stretto di Taiwan del 1996, è stata l'effetto di una serie di test missilistici condotti dalla Repubblica Popolare Cinese (RPC) nelle acque circostanti Taiwan, compreso lo stretto di Formosa dal 21 luglio 1995 al 23 marzo 1996. La prima serie di missili lanciati tra la metà e la fine del 1995 avrebbe dovuto inviare un forte segnale al governo della Repubblica di Cina guidato dal presidente Lee Teng-hui, che aveva intrapreso un allontanamento della sua politica estera dalla politica della Cina unica. La seconda serie di missili è stata lanciata all'inizio del 1996, presumibilmente con l'intenzione di intimidire l'elettorato taiwanese in vista delle elezioni presidenziali del 1996.

## La visita di Lee nel 1995 alla Cornell
La crisi è iniziata quando il presidente Lee Teng-hui ha accettato l'invito della sua alma mater, la Cornell University, a tenere un discorso sull'"Esperienza di democratizzazione di Taiwan". Cercando di isolare diplomaticamente la Repubblica di Cina, la RPC si è opposta a tali visite dei leader della Repubblica Popolare Cinese (Taiwanese). Un anno prima, nel 1994, quando l'aereo del presidente Lee si era fermato a Honolulu per fare rifornimento dopo un viaggio in Sud America, il governo degli Stati Uniti sotto il presidente Bill Clinton ha rifiutato la richiesta di visto di Lee. Lee era stato confinato nell'aeroporto militare dove era atterrato, costringendolo a trascorrere una notte sul suo aereo. Un funzionario del Dipartimento di Stato americano ha definito la situazione "imbarazzante" e Lee si è lamentato di essere stato trattato come un leader di seconda classe.
Dopo che Lee aveva deciso di visitare la Cornell, il segretario di Stato americano Warren Christopher ha assicurato al ministro degli Esteri della RPC Qian Qichen che un visto per Lee sarebbe stato "incoerente con le relazioni [degli Stati Uniti] non ufficiali  [con Taiwan]". Tuttavia, l'umiliazione dell'ultima visita di Lee ha attirato l'attenzione di molte figure pro-Taiwan negli Stati Uniti e questa volta il Congresso degli Stati Uniti ha agito per conto di Lee. Nel maggio 1995, una risoluzione simultanea che chiedeva al Dipartimento di Stato di consentire a Lee di visitare gli Stati Uniti passò alla Camera dei rappresentanti il 2 maggio con 396 voti a favore contro 0 contrari e con 38 non votanti e al Senato il 9 maggio con 97 voti a favore contro 1 voto contrario e con 2 non votanti. Il Dipartimento di Stato cedette il 22 maggio 1995. Lee trascorse il 9-10 giugno 1995 negli Stati Uniti a una riunione degli ex studenti della Cornell mentre la stampa statale della RPC lo definì un "traditore" che tentava di "dividere la Cina".

## Risposta militare della RPC
Il governo della Repubblica popolare cinese sotto il segretario generale del PCC Jiang Zemin era furioso per l'inversione di rotta degli Stati Uniti. Il 7 luglio 1995 la Repubblica Popolare Cinese ha risposto, con l'agenzia di stampa Xinhua che ha annunciato che i test missilistici sarebbero stati condotti dall'Esercito Popolare di Liberazione (PLA) e ha affermato che questo atteggiamento avrebbe messo in pericolo la pace e la sicurezza della regione (definendola come la quarta crisi dello stretto di Taiwan). Allo stesso tempo, la Repubblica Popolare Cinese ha mobilitato le forze nel Fujian. Nella seconda parte di luglio e all'inizio di agosto, numerosi commenti sono stati pubblicati da Xinhua e dal Quotidiano del Popolo in cui condannavano Lee e le sue politiche sullo Stretto.
Un'altra serie di lanci di missili, accompagnati da esercitazioni con proiettili veri, si è verificata dal 15 al 25 agosto 1995. Le esercitazioni navali in agosto sono state seguite da esercitazioni di assalto anfibio molto pubblicizzate a novembre.

## Risposta militare statunitense
Il governo statunitense ha risposto mettendo in scena la più grande dimostrazione di potenza militare americana in Asia dalla guerra del Vietnam. Nel luglio 1995, la nave d'assalto anfibia USS Belleau Wood (LHA-3) ha transitato nello Stretto di Taiwan, seguita dalla cacciatorpediniere USS O'Brien (DD-975) e dalla USS McClusky FFG-41 l'11-12 dicembre 1995. Infine, il 19 dicembre 1995, la portaerei USS Nimitz (CVN-68) e il suo gruppo tattico attraversarono lo stretto.
Il presidente Clinton ha ordinato ulteriori navi nella regione nel marzo 1996. Nella regione erano presenti gruppi di portaerei, il Carrier Group Five incentrato sulla USS Independence (CV-62) e il Carrier Group Seven incentrato su Nimitz, così come la nave d'assalto anfibia Belleau Wood. La Nimitz, il suo gruppo di battaglia e il Belleau Wood hanno navigato attraverso lo Stretto di Formosa, mentre l'Independence no. La crisi ha costretto la leadership cinese nel 1996 a riconoscere la propria incapacità di impedire alle forze statunitensi di venire in aiuto di Taiwan.

## In vista delle elezioni del 1996
Pechino intendeva inviare un messaggio all'elettorato taiwanese che votare per Lee Teng-hui alle elezioni presidenziali del 1996 del 23 marzo significava guerra. Una terza serie di test del PLA dall'8 marzo al 15 marzo (poco prima delle elezioni), ha inviato missili da 46 fino a 65 km (25 fino a 35 nmi) (appena dentro le acque territoriali della Repubblica Popolare Cinese) al largo dei porti di Keelung e Kaohsiung. Oltre il 70% delle spedizioni commerciali è passato attraverso i porti presi di mira, che sono stati interrotti dalla vicinanza dei test. I voli per il Giappone e i voli transpacifici sono stati prolungati di dieci minuti perché gli aeroplani dovevano deviare dalla traiettoria di volo. Le navi che viaggiavano tra Kaohsiung e Hong Kong hanno dovuto fare una deviazione di due ore.
L'8 marzo 1996, anche un anno di elezioni presidenziali negli Stati Uniti, il governo degli Stati Uniti sotto il presidente Clinton ha annunciato che stava schierando la USS Independence Carrier Battle Group (CVBG), già di stanza nel Pacifico occidentale, nelle acque internazionali vicino a Taiwan. Il giorno successivo, la Repubblica Popolare Cinese ha annunciato che dal 12 al 20 marzo si sarebbero svolte esercitazioni con vere munizioni vicino a Penghu. L'11 marzo, gli Stati Uniti hanno inviato il Carrier Group Seven, centrato sulla USS Nimitz, che salpava ad alta velocità dal Golfo Persico.  Le tensioni sono aumentate ulteriormente il 15 marzo, quando Pechino ha annunciato un assalto anfibio simulato previsto per il 18-25 marzo.
L'invio di due gruppi di portaerei ha mostrato non solo un gesto simbolico nei confronti della Repubblica di Taiwan, ma anche la disponibilità a combattere da parte degli Stati Uniti. Il governo della Repubblica di Taiwan e il Partito Democratico Progressista hanno accolto favorevolmente il sostegno dell'America, ma il fedele candidato presidenziale unificazionista Lin Yang-kang e la Repubblica Popolare Cinese hanno denunciato "intervento straniero".
Consapevole della credibile minaccia dei gruppi di portaerei della Marina degli Stati Uniti alla Marina dell'Esercito Popolare di Liberazione, la Repubblica Popolare Cinese ha deciso di accelerare la sua formazione militare. Presto la Repubblica popolare ordinò il cacciatorpediniere Sovremenny dalla Russia, una classe dell'era della guerra fredda progettata per contrastare i gruppi di portaerei della Marina degli Stati Uniti, presumibilmente a metà dicembre 1996 durante la visita a Mosca del premier cinese Li Peng. La Repubblica Popolare Cinese ha successivamente ordinato sottomarini d'attacco moderni (classe Kilo) e aerei da guerra (76 Su-30MKK e 24 Su-30MK2) per contrastare i gruppi di portaerei della U.S. Navy.
I tentativi di intimidazione della Repubblica Popolare Cinese sono stati controproducenti. Suscitando più rabbia che paura, ha aumentato Lee del 5% nei sondaggi, guadagnandosi la maggioranza anziché una mera pluralità. I test e le esercitazioni militari hanno anche rafforzato l'argomento per ulteriori vendite di armi statunitensi alla Repubblica Cinese e hanno portato al rafforzamento dei legami militari tra Stati Uniti e Giappone, aumentando il ruolo che il Giappone avrebbe svolto nella difesa di Taiwan.
Durante le esercitazioni militari di marzo, a Taiwan c'era la preoccupazione che la Repubblica Popolare Cinese potesse occupare alcune piccole isole controllate da Taiwan, provocando il panico tra molti cittadini taiwanesi. Pertanto, molti voli da Taiwan verso gli Stati Uniti e il Canada erano pieni. L'obiettivo più probabile era Wuqiu (Wuchiu), allora presidiato da 500 soldati. Le isole periferiche sono state poste in massima allerta. L'allora segretario generale del Consiglio di sicurezza nazionale di Taiwan, Ting Mao-shih, volò a New York per incontrare Samuel Berger, vice consigliere per la sicurezza nazionale degli Stati Uniti.

## Ordine di battaglia degli Stati Uniti (marzo 1996 ~ maggio 1996)

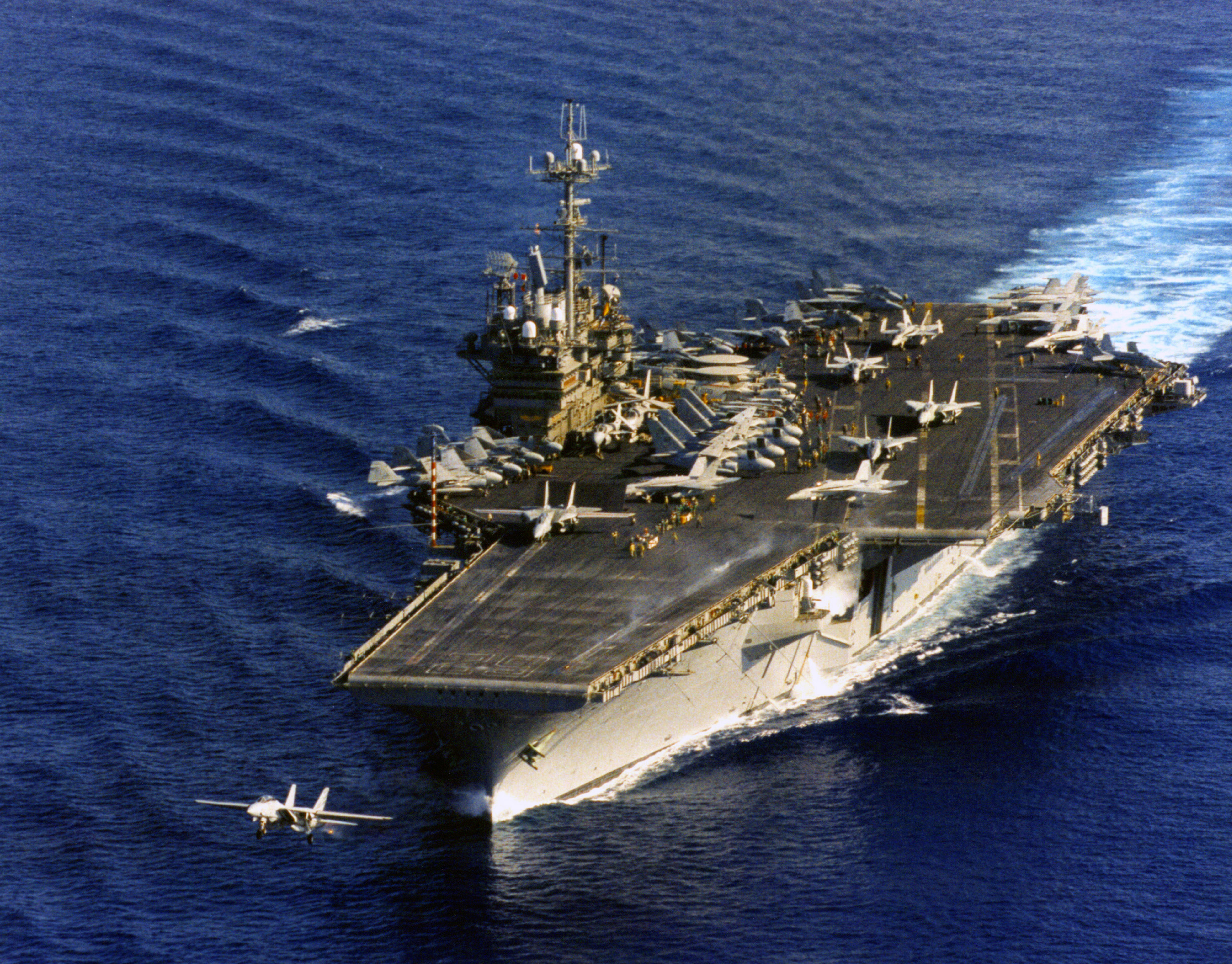
USS Independence CV-62 il 10 marzo 1996.

### 7ª flotta statunitense
- Carrier Group 5 - Independence CVBG - (Mar Cinese Orientale)
  - USS Independence CV-62 (portaerei di classe Forrestal)
    - Carrier Air Wing 5 - NF[16]
      - VF-154 Black Knights - F-14A Tomcat (equipaggiato con TARPS)[17]
      - VFA-192 Golden Dragons - Hornet F/A-18C
      - VFA-195 Dambusters - Hornet F/A-18C
      - VA-115 Eagles - A-6E SWIP Intruder
      - VAQ-136 Gauntlets - EA-6B Prowler
      - VS-21 Red Tails - S-3B Viking
      - VAW-115 Liberty Bells - E-2C Hawkeye
      - VQ-5 Sea Shadows Det.A - ES-3A Shadow
      - HS-14 Charges - SH-60F Oceanhawk/HH-60H Rescuehawk

  - USS Bunker Hill CG-52 ( Incrociatore VLS di classe Ticonderoga ) - (staccato dal Battlegroup a sud-est della ROC)[18]
  - USS Hewitt DD-966 ( cacciatorpediniere VLS classe Spruance )[18]
  - USS O'Brien DD-975 (cacciatorpediniere VLS classe Spruance)[18]
  - USS McClusky FFG-41 ( Fregata Classe Oliver H. Perry )* - Dopo il 10 maggio 1996*[19]
- Carrier Group 7 - Nimitz CVBG - (Stretto di Taiwan)

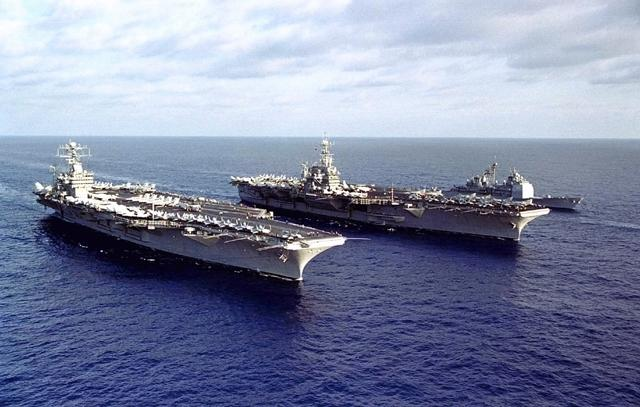
Nimitz (a sinistra) in crociera con Independence e Port Royal nel Mar del Giappone nel settembre 1997

- - USS Nimitz CVN-68 ( portaerei classe Nimitz )
    - Carrier Air Wing 9 - NG[20]
      - VF-24 Fighting Renegades - F-14A Tomcat
      - VF-211 Checkmates - F-14A Tomcat (dotato di TARPS)[21]
      - VFA-146 Blue Diamonds - Hornet F/A-18C (Night Attack).
      - VFA-147 Argonauts - Hornet F/A-18C (Night Arrack).
      - VA-165 Boomers - A-6E SWIP Intruder
      - VAQ-138 Yellow Jackets - Prowler EA-6B
      - VS-33 Screwbirds - S-3B Viking
      - VAW-112 Golden Hawks - E-2C Hawkeye
      - VQ-5 Sea Shadows Det.C - ES-3A Shadow
      - HS-8 Eightballers - SH-60F Oceanhawk/HH-60H Rescuehawk

  - USS Port Royal CG-73 (incrociatore VLS classe Ticonderoga)[22]
  - USS Oldendorf DD-972 (cacciatorpediniere VLS classe Spruance)[23]
  - USS Callaghan DD-994 (Kidd Class Destroyer)[24]
  - USS Ford FFG-54 (fregata classe Oliver H. Perry)[25]
- Belleau Wood SAG - (Stretto di Taiwan)
  - USS Belleau Wood LHA-3 ( nave d'assalto anfibia classe Tarawa )
    - 31a unità di spedizione marina - EP[26]
      - VMA-311 Tomcats Det. - AV-8B Harrier II
      - HMLA Det. - AH-1W Super Cobra / UH-1N Twin Huey
      - HMH-466 Wolfpack Det. - CH-53E Super Stallion
      - HMM-265 Dragons - CH-46E Sea Knight

## Procedimenti successivi
Nel 1999, il maggior generale Liu Liankun, un alto ufficiale di logistica militare cinese, e il suo subordinato colonnello maggiore Shao Zhengzhong sono stati arrestati, sottoposti alla corte marziale e giustiziati per aver rivelato a Taiwan che i missili avevano testate disarmate nonostante le affermazioni del governo cinese.

## Preavviso non ufficiale
Secondo la serie di Sankei Shimbun "Secret Records on Lee Teng-hui" datata 1 aprile 2019, Tseng Yong-hsien, consigliere per le politiche nazionali di Lee, ha ricevuto un messaggio diretto da un funzionario cinese all'inizio di luglio 1995; "I nostri missili balistici saranno lanciati verso Taiwan un paio di settimane dopo, ma voi ragazzi non dovete preoccuparvi". Questo è stato comunicato a Lee subito dopo, per prevenire l'escalation. Tseng, come inviato di Lee, aveva incontrato il presidente Yang Shangkun nel 1992 e aveva un legame segreto con Ye Xuanning, capo del dipartimento di collegamento dell'Esercito Popolare di Liberazione.